# 義烈団
義烈団（ぎれつだん、의열단）とは、日本からの独立を目指すために結成されたテロ組織。独立運動家の黄尚奎らの指導のもと、金元鳳、郭在驥らを中心に結成された。本拠地の上海フランス租界や北京で手榴弾を密造し、官庁や要人を対象とする多くの爆弾テロを起こした。しかし、朝鮮系を含む一般日本国民を巻き込んで活動を行ってきたために支持が広がないことから、組織としてテロで独立を目指すことに限界を感じた者たちと路線継続を望む者たちとで組織内対立が起きた。1926年以降に、残った者で独立した際には社会主義国家を建国することを目指したが、1935年に最終的に解散した。

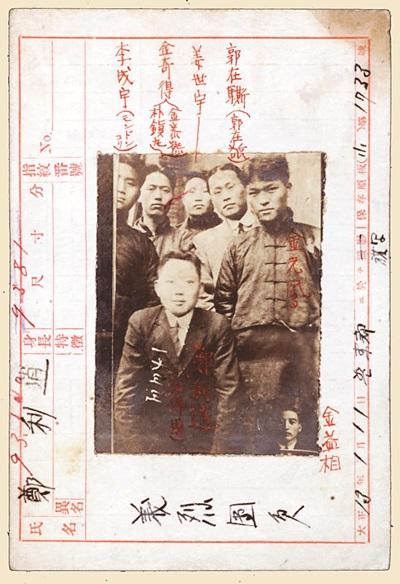
1920年春頃に上海フランス租界にて撮影された集合写真が添付された義烈団員鄭利逍の警察資料

## 創立メンバー
※諸説あり
顧問格:

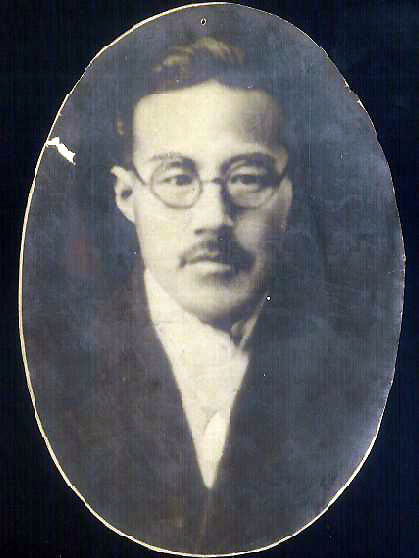
黄尚奎

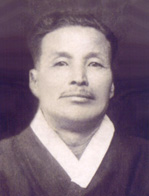
金大池

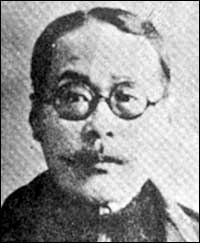
郭在驥

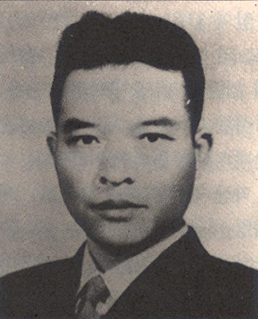
金元鳳

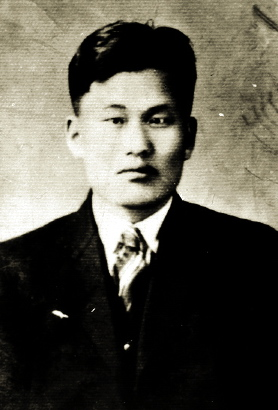
尹世胄

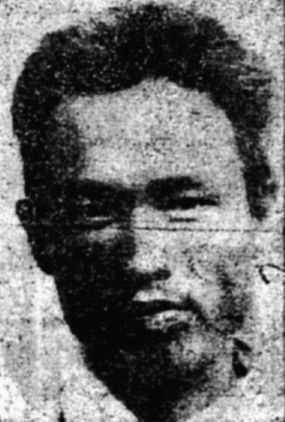
李鍾巖

- 黄尚奎（황상규）ファン・サンギュ（朝鮮語版）
- 金大池（김대지）キム・デジ（別名 金大地、金太一、金致煥、金仁植）
- 尹致衡（윤치형）ユン・チヒョン （別名 金時化）
- 具榮必（구영필）グ・ヨンピル※

新興武官学校同窓
- 金元鳳（김원봉）キム・ウォンボン（黄尚奎の甥）
- 尹世胄（윤세주）ユン・セジュ（尹致衡のいとこ。金元鳳の幼馴染。本名 尹小龍）
- 權晙（권준）グォン・ジュン
- 李鍾巖（이종암）イ・ジョンアム（別名 梁健浩）
- 李誠宇（이성우）イ・ソンウ（別名 李成宇、モンドンコリ）
- 姜世宇（강세우）カン・セウ
- 金相潤（김상윤）キム・サンユン（別名 金玉）（朝鮮語版）
- 申喆休（신철휴）シン・チョルヒュ（別名 申愚童）
- 徐相洛（서상락）ソ・サンラク（別名 徐永林）
- 韓鳳根（한봉근）ハン・ボングン （具榮必のいとこ）
- 韓鳳仁（한봉인）ハン・ボンイン （韓鳳根の弟）

満州吉林省で合流
- 李壽澤（이수택）イ・ステク
- 李洛俊（이낙준）イ・ナクジュン（別名 安鍾黙）
- 郭在驥（곽재기）カク・ジェギ（別名 郭在敬、郭敬）初代副団長[7]
- 裵重世（배중세）ペ・ジョンセ（別名 裵東宣（ペ・ドンソン）

※大韓民国臨時政府財政委員で早稲田大学政経科留学歴がある具榮必も、活動資金を支援するなど創設時期に携わった重要人物だが、1926年、新民府に親日派の疑いをかけられ暗殺された。1960年代には政治的理由で慶北義烈団事件の密告者とされ、義烈団での活動記録を抹消された。なお、親日派の証拠とされた複数の証言には遺族会などから多数の矛盾が指摘されている。

## 主な事件
- 1920年9月、釜山警察署爆弾事件、12月、密陽警察署爆弾事件
- 1921年9月、朝鮮総督府爆弾事件
- 1922年3月、田中義一陸軍大将暗殺未遂事件
- 1923年1月、鍾路警察署爆弾事件、3月、黄鈺警部事件または（北京）義烈団事件[10]
- 1924年1月、二重橋爆弾事件
- 1925年11月、慶北義烈団事件
- 1926年12月、朝鮮殖産銀行、東洋拓殖株式会社爆弾事件

## 当時の在日本朝鮮人社会の認識
1922年6月に朝鮮総督府警務局長に就任し、朝鮮人に対し友好的であった丸山鶴吉は、1923年5月14日の全国新聞記者大会で義烈団について「悲観論で大げさな問題のような報道があるが、朝鮮統治の根本から見れば些細な問題である。彼らの行動は独立のためではなく、共産党からの資金獲得のための芝居である。朝鮮人社会でも産業振興に賛同する有識者が増えており、過激派は相手にされていない」（要約）との見解を示した。実際に日本国内に残った多数派の朝鮮人社会では、義烈団のような過激な活動の支持は広がらなかった。そのため、テロ路線継続か変更かで組織内対立が起きて、離脱者が多く出た。継続派は急進民族主義・社会主義路線を明確にし、他の路線の違う独立運動家らを暗殺するテロを行った。1935年に継続派も最終的に解散した。団員数は最盛期で2000人との見方がある。ただし、正規団員を頭株とする複数の組織を束ねる仕組みのため、自身が義烈団員であることも、攻撃の意図も知らずにテロ活動を行う末端団員もいた。

## 年表
| 年   | 事件 |
| ---- | --- |
| 1913 | 黄尚奎、金大池、尹致衡、李覚（李壽澤）、具榮必、安廓、明道奭らが、親睦団体を装った抗日団体一合社を結成。（1916年末頃、多数の団員が逮捕され解体） |
| 1919 | - 1月、高宗暗殺説を機に抗日独立運動の規模が拡大する。2月、黄尚奎らが大韓独立義軍府を組織し、独立運動家39人の連名で「大韓独立宣言書（戊午独立宣言書）」を発表。3月、宗教家ら民族代表33人による独立宣言(己未独立宣言)をきっかけに三・一運動が起こる。尹世胄と尹致衡は密陽の3.1万歳デモを主導した。4月、上海仮政府（大韓民国臨時政府）が発足。義軍府が朝鮮独立軍政司（別名吉林軍政司）に改称し組織を拡大改編したが、闘争のための武器や軍資金が足りず、少人数による武装組織の結成を計画する。 - 前年に満州吉林省に亡命した黄尚奎が南京留学中の金元鳳を呼び戻し、5月頃、吉林省柳河県の新興武官学校に入学させる。（金元鳳は9月まで中国人教官周況から爆弾製造を学んだ） - 11月10日、これらの非武装路線の独立運動の失敗を踏まえ、国内外での武装闘争を模索していた独立運動家13人または17名により満州吉林省把虎門の華盛旅館で義烈団が結成される。創立主導者や初代義伯（団長）は金元鳳とするのが通説だったが、遅れて認識した日帝側の見解や英雄伝的回顧録によるものであり、実際の初代団長は叔父の黄尚奎で、黄ら有力者たちの逮捕後、金が継承したと見られる。※1920年12月30日の京城日報年末回顧記事には、郭在驥が同志十七名と義烈団を組織したとある。また、黄の死亡記事にも義烈団初代団長との記載がある。多くは西間島に李相龍らが設立した独立軍養成機関新興武官学校出身者であった。 駆逐倭奴・光復祖国・打破階級・平均地権 |
| 1920 | - 本部を北京に移す。6月、密陽警察署爆破のための爆弾密輸容疑で黄尚奎、郭在驥、尹致衡、尹世胄、申喆休、李洛俊、金奇得らが金泰錫刑事により逮捕され懲役刑に服す。首謀者として具榮必も起訴されている。 - 7月、丹東の貿易船会社経営者で、朝鮮の独立運動支援に尽力し、義烈団が上海から爆弾を移送する際にも無償で協力をしたアイルランドと中国のハーフのイギリス人ジョージ・ルイス・ショーが旅券不所持で逮捕される。（11月に保釈） - 9月、団員の朴載赫が釜山警察署爆弾事件を起こす。（中国人書籍商を装い、古書好きの橋本秀平釜山警察署長に執務室で面会中に手榴弾を爆破させる。橋下署長は死亡、日本人警官2名が重傷、右足に重傷を負った朴は逮捕され、病院に搬送された。共犯者として監視役の崔天澤、他に金永柱、呉澤らも逮捕されたが、10月に起訴猶予で釈放された。朴は1921年3月死刑確定、大邱刑務所収監後、日本人の手による刑死を防ぐため絶食し、5月11日に死亡） - 12月、崔敬鶴（崔壽鳳）、韓鳳仁、金元錫らが密陽警察署爆弾事件を起こす。崔は翌年7月死刑執行。 |
| 1921 | - ロシア共産党と提携し多額の資金を得る。 - 9月12日、朝鮮総督府爆弾事件が起こり、団員の金益相らが容疑者となる。（斎藤実朝鮮総督暗殺のため建物外から秘書室と会計課に爆弾を投擲した。暗殺は失敗） |
| 1922 | 3月、団員の金益相、呉成崙らが、上海で田中義一陸軍大将暗殺未遂事件を起こす。（手榴弾で米国人の一般女性が死亡） 9月、共産党員で義烈団支援者の朝鮮無産者同盟会長金翰と、東京で活動していた黒濤会の朴烈が京城で接触する。 |
| 1923 | - 1月 、組織として、ジャーナリスト・独立運動家の申采浩に依頼して完成した義烈団の綱領「朝鮮革命宣言」を配布した。武装闘争による日本支配の破壊と朝鮮民族の覚醒と決起を促した。 作成には団員で農学者の柳子明が補佐をした。金翰がソウルで再び朴烈と会い、爆弾50個の入手を依頼され、義烈団に仲介する。 - 1月12日、鍾路警察署爆弾事件が起こる。（刑事1名死亡。他、警察官と毎日申報社員20数名が負傷し、犯人は逃亡）団員の金相玉らが容疑者となり、取り調べを受ける。17日、警察に隠れ家である妹の婚家を包囲された金相玉が長時間の銃撃戦の末、警察官2名を射殺し逃亡。21日、知人が隠匿を自供。22日、孝悌洞の知人宅で発見され、ゴリラの如く巧妙に逃げ廻り、百名の警官隊を相手に2丁拳銃で応戦したのち、頭部と心臓を撃たれ絶命した。その遺体はまるで生きているかのように目を見開いた獰猛な形相で、警官一同が目を背けた程であった。 - 関連する取り調べ中に大規模なテロ計画が発覚する。 - 3月14日〜16日、爆弾の密輸などテロ計画容疑で金翰、金始顕、京畿道警部の黄鈺ら18名が逮捕された通称黄鈺警部事件または（北京）義烈団事件が起こり、爆弾36個と「朝鮮革命宣言」約950部が押収される。裁判で黄警部は「義烈団対策のための囮であり、出世の確約もあった」と証言したが、懲役10年の刑となった。 - 12月末、文時煥（文世煥）らが義烈団資金募集事件を起こす。                                                                       |
| 1924 | 1月5日、団員の金祉燮が皇居で二重橋爆弾事件を起こす。（手榴弾3発はいずれも不発で即逮捕され無期懲役。恩赦で懲役20年に減刑されたが1928年2月20日に市ヶ谷刑務所で獄死） |
| 1925 | 11月、李鍾巖、韓鳳仁ら11人が爆弾密輸容疑で逮捕された通称慶北義烈団事件が起こる。（他に金在洙、梁建浩、李丙泰らが逮捕された）具榮必の密告によるものとされたが、捏造だとする説もある。金佐鎮らの新民府と対立していた具榮必は政治的に孤立を深める。 |
| 1926 | - 1月に主力団員15名が、蔣介石が校長を務める黄埔軍官学校に入校。3月にも80名が入校し、のちに北伐に参加する。この時期以降、急進民族主義ないし社会主義路線に転換し始め、金大池や尹滋瑛などの有力者が去るなど、テロ組織としての活動は実質的に停止する。 - 9月11日、具榮必が新民府の金佐鎮の指示で黄徳煥に暗殺される。 - 11月頃、義烈団第2回代表大会が広東省の韓鳳根宅で行われる。 - 12月28日、団員の羅錫疇が朝鮮殖産銀行、東洋拓殖株式会社爆弾事件を起こす。（申采浩から爆弾2個を提供され入国し、殖産銀行内で手榴弾一個を投擲し不発、東洋拓殖内で従業員複数名を銃撃し2名殺害、手榴弾一個を投擲し不発。朝鮮鉄道株式会社内と街路で警察と銃撃戦を行い警官1名射殺。ピストルで自らを撃ち病院で尋問中に死亡） ※この事件について、実行犯こそ義烈団員だが、独立運動の停滞を打破するために金九、李東寧、金奎植らが指示したものであり、厳密には義烈団の犯行とは言えないとの指摘がある。 |
| 1928 | - 10月、朝鮮義烈団中央執行委員会の名で「創立9周年記念声明」を発表。 - 17日、北京で団員の李海鳴（李亀淵）、イ・ギュジュン、バク・インシクらが独立運動家の朴容萬を親日派の疑いで暗殺する。 |
| 1929 | 12月、北京でマルクス・レーニン主義派による朝鮮共産党再建同盟に参加。 |
| 1932 | 11月、複数の独立運動団体で組織された韓国対日戦線統一同盟に参加。執行委員には義烈団から千炳林と朴建雄が選出された。 |
| 1935 | 7月、日本に対外的には「親日外交」を見せていた南京政府が義烈団解散後に元義烈団長金元鳳を支援をしていたことが発覚。 |
| 1938 | 10月、金元鳳主導で抗日軍隊朝鮮義勇隊が組織される。尹世胄、柳子明らが参加。 |
| 1948 | 金元鳳が越北し、最高人民会議第1期代議員として北朝鮮政権樹立に参画。9月、国家検閲相に任命される。以後、労働相、朝鮮労働党中央委員会中央委員、最高人民会議常任委員会副委員長などを歴任した。 |
| 1952 | 6月25日、釜山で李承晩大統領暗殺未遂事件（拳銃が不発）が起こり、元義烈団員で実行犯の柳時泰と首謀者で1950年に参議院議員に当選した金始顕が逮捕。死刑宣告後、無期刑に減刑。1960年に4.19革命で釈放後、金始顕は民議院議員に当選したが、翌年5・16軍事クーデターで引退。 |
| 1958 | - 金元鳳が北朝鮮政権から労働勲章を授与される。 - 11月、ソ連のスターリン批判の影響を受けて北朝鮮で金日成批判が起った事に危機感を覚えた金日成が南労党派・延安派粛清。同時に延安派と近かった金元鳳も失脚（8月宗派事件）、のち処刑される。 |

## 大韓民国受勲者
1949年4月27日、建国功労勲章令制定。
1962年3月1日から殉国者、愛国活動家らが建国勲章の対象となり、多くの義烈団関係者が受勲した。
- 重章（のちの大韓民国章）

なし
- 複章（のちの大統領章）

金相玉、金益相、金祉燮、羅錫疇、申采浩
- 単章（のちの国民章、独立章）

朴載赫、李鍾巖、崔用徳
1963年12月14日、賞勲法制定。大韓民国章、大統領章、国民章と改称される。
1990年7月2日の賞勲法改訂で大韓民国章、大統領章、独立章、愛国章、愛族章の5等級となる。
賞勲法制定前の建国褒章と大統領表彰は、愛国章、愛族章、建国褒章への変更が可能となった。
※以後の受勲者
- 大統領章

張建相（のちの国会議員）（1986年）
- 独立章

黄尚奎、郭在驥、崔敬鶴（崔壽鳳）、高仁徳、南廷珏（南寧得）、ジョージ・ルイス・ショー（非団員）（1963年）、權晙、李誠宇（1968年）、劉錫鉉（のち第9代光復会会長）（77年）、金大池、韓鳳根、李海鳴（李亀淵）（1980年）、尹世胄、金星淑（僧侶）（1982年）、朴健雄（1990年）、金丙泰、朴次貞（金元鳳の妻）（1995年）、尹滋瑛（2004年）
- 愛国章

申喆休、韓鳳仁、裵重世、具汝淳、李壽澤、趙晃、尹致衡、李源祺（李陸史の兄）、李陸史（詩人）、金在浩、李慶熙、金鍾喆（1990年）、李洛俊（2007年）
- 愛族章

金相潤、徐曰甫（韓国初のパイロット）、朴洸、姜弘烈、金禎顕（1990年）、文時煥（1995年）、布施辰治（非団員、二重橋事件の弁護士）（2004年）
- 建国褒章

申喆休、裵重世、尹致衡、具汝淳、趙晃、李源祺（1977年）、李壽澤（1978年）、韓鳳仁、金在浩、李慶熙、金鍾喆（1980年）
- 大統領表彰

申喆休、裵重世、李壽澤、尹致衡、金鍾喆（1963年）、金相潤、具汝淳、趙晃、李源祺（1968年）、朴洸、姜弘烈（1977年）、崔敬鶴（1982年）、金永柱（1996年）
※金元鳳への受勲は、2005年以降に末妹が複数回申請したが、越北を理由に全て却下された。具榮必は1962年受勲予定だったが親日派を理由に取り消され、以降申請の度に却下された。

## 今月の独立運動家
1992年1月、大韓民国国家報勲処が選定し毎月発表する「今月の独立運動家」の最初の一人に金相玉が選ばれる。
- 1992年1月、金相玉
- 1992年12月、羅錫疇
- 1995年1月、金祉燮
- 1996年2月、申采浩※
- 2002年1月、郭在驥、12月、張建相
- 2006年1月、柳子明、5月、朴次貞
- 2010年6月、金益相
- 2010年9月、權晙
- 2012年4月、金大池
- 2015年1月、黄尚奎、4月、ジョージ・ルイス・ショー※
- 2016年12月、崔敬鶴（崔壽鳳）

※綱領を起草した申采浩が組織の正式な一員であったかは不明。ショーは非団員。

## 義烈団を題材にした作品
- 『アリランの歌』（1941年） - 1931年に中国に渡った米国人女性ジャーナリストニム・ウェールズが、共産主義活動家で一時期義烈団員だった金山（本名 張志樂）の証言に基づいて著したルポルタージュ[34]。別の研究では、警察への発覚を避けるため写真をほとんど撮らず、もし撮影した場合でも原版は徹底的に回収したともある[35]。
- 『密偵』（2016年） ソン・ガンホ、コン・ユ主演、キム・ジウン監督。黄鈺警部事件を元に描いたフィクション作品。ソン・ガンホが黄鈺警部、鶴見辰吾が白上佑吉京畿道警察部長、イ・ビョンホンが金元鳳、コン・ユが金始顕、パク・ヒスンが金益相、ハン・ジミンが女性義烈団員玄桂玉（ヒョン・ギェオク）（朝鮮語版）をモデルにした役をそれぞれ演じている。